# The Wonderful and Frightening World of The Fall
The Wonderful and Frightening World of The Fall — восьмой студийный альбом британской рок-группы The Fall, записанный продюсером Джоном Лекки летом 1984 года и выпущенный в октябре 1984 года.

## Об альбоме
Диск стал первым в продолжительной серии релизов группы на формально независимой, но большом и влиятельном лейбле Beggars Banquet. Вскоре после гастрольного тура в поддержку альбома из The Fall ушёл Пол Хэнли, оставив группу с одним барабанщиком.
Оригинальный релиз вышел в двух форматах: обычном виниловом лонгплее, и кроме того, — кассете, озаглавленой Escape Route from the Wonderful and Frightening World of the Fall, на которой помимо основного материала были представлены песни с трёх синглов, выпущенных группой в 1984 году.
The Wonderful and Frightening World of…, по словам Смита, дался группе проще, потому что ей впервые не пришлось думать о звучании. Большинство песен были записаны с первой попытки. «Моя проблема в том, что я слишком много думаю над каждой песней. А лучше записывать их с первой попытки», — говорил он. Половина материала, по его словам, была отточена в ходе выступлений, другая половина — создана спонтанно, в студии. Брикс Смит, напротив, утверждала, что The Fall тщательно работали над пластинкой, стремясь к разнообразию: 
Первая сторона — пугающая, вторая — красивая; мы подошли близко к идеалу… Тут столько всего: много раз можно прослушать, и не все уловить. Ты меняешься — и музыка меняется вместе с тобой… Тексты Марка наполнены удивительной свежестью, имя которой — жизнь.Брикс Смит, Jamming, 1984
«Удивительно, насколько приживаются поверхностные идеи о Fall — этот проле-арт, наш якобы-юмор, и вот теперь, — что пластинки Fall стали хорошо спродюсированными. Звучание чуть ужесточилось, но с точки зрения продюсера <наши пластинки> чисты, как сама салфордская грязь», — говорил Смит о звучании альбома.

## Отзывы критиков
Альбом The Wonderful And Frightening World Of… в NME был назван «образцом устрашающего великолепия», подчеркнутого мощным звучанием, выполненным продюсером Джоном Лекки, которого группа выбрала не за список групп с которыми он работал, а за редкую способность «создавать ударный, наполненный звук — с первой попытки». Этот ход, писал Мэтт Сноу, продолжил новую линию The Fall — на поиск того звука, который мог бы соперничать с текстами по кузнечно-ударной силе. Как отмечал рецензент, более, чем когда либо песни Fall срабатывают косвенно, иносказательно, ассоциативно, и «выстроены на ключевых словах и фразах, которые слетают с губ Марка Смита в разной степени закрученности…» Над и под этим — «музыкальный поток отвращения и ненависти, социопатическое купание в современном помойном мире где царствуют подлость, мелочность, лицемерие, паранойа и взаимные обвинения…».
Рич Кидд в Jamming отметил, что Смит в альбоме «вновь бьёт по конкретным мишениям, из каждой своей атаки создавая многоплановое поэтическое полотно». Основной гнева автора направлен здесь по-прежнему на имитаторов Fall (которых Смит видит повсюду) и на аудиторию, которая готова съесть всё, чем её кормят. «The Fall поставили поп с ног на голову и вытряхнули из него все мозги. Они хихикают над уродством в поп-музыке, высмеивают её глупость, её унылое мировоззрение», — замечал Рич Кидд, автор статьи.
Чак Эдди, корреспондент Village Voice, назвал The Wonderful and Frightening World of the Fall, самым доступным, легким для прослушивания альбомом группы на тот момент. Отмечалась в этом смысле роль Брикс Смит, которая «…изменила характерное звучание Fall, вписав в сырой пролетарский панк элементы чистой поп-музыки, наполнив смитовскую сюрреалистическую социальную сатиру и звуковые эксперименты сфокусированной рок-энергией» (Lollypop #39). «Постепенно — по мере того, как группа стала предпринимать странные экскурсы в диско, рокабилли, хэви метал, хэви фанк и Бо Дидли, — Смит перешёл к труднодоступному и космичному… В годы, когда новая волна, особенно в Англии, все больше превращалась в ложь, The Fall оставались болезненно честными, настолько честными, что даже их самые худшие претензии оказывались оправданными», — писал по поводу альбома Ч. Эдди.
Рецензент Allmusic позже выражал и предположение, что, что в каком-то смысле, перейдя на «полумажорный лейбл», группа в своём «умном и разнообразном» альбоме пошла на уступки требованиям коммерческого рынка.

## Список композиций

### Виниловый релиз
| Сторона 1 («Frightening») 1. «Lay of the Land» 2. «2 ? 4» 3. «Copped It» 4. «Elves» | Сторона 2 («Wonderful») 1. «Slang King» 2. «Bug Day» 3. «Stephen Song» 4. «Craigness» 5. «Disney’s Dream Debased» |  |

### Кассета (1984)
| - «Lay of the Land» (Марк Эдвард Смит, Brix Smith) — 5:45 - «2 ? 4» (M. Smith, B. Smith) — 3:38 - «Copped It» (M. Smith, Karl Burns) — 4:15 - «Elves» (M. Smith, B. Smith) — 4:47 - «Oh! Brother» (M. Smith, Burns, Steve Hanley, Craig Scanlon) — 4:01 - «Draygo’s Guilt» (M. Smith, Scanlon) — 4:29 - «God Box» (M. Smith, B. Smith) — 3:18 - «Clear Off!» (M. Smith, Scanlon) — 4:40 - «C.R.E.E.P.» (M. Smith, Paul Hanley, S. Hanley, Scanlon. B. Smith) — 4:42 | - «Pat-Trip Dispenser» (M. Smith, B. Smith) — 4:00 - «Slang King» (M. Smith, P. Hanley, B. Smith) — 5:21 - «Bug Day» (M. Smith, Burns, P. Hanley, S. Hanley, Scanlon, B. Smith) — 4:58 - «Stephen Song» (M. Smith, P. Hanley, S. Hanley) — 3:05 - «Craigness» (M. Smith, Scanlon) — 3:03 - «Disney’s Dream Debased» (M. Smith, S. Hanley, B. Smith) — 5:17 - «No Bulbs» (M. Smith, B. Smith) — 7:51 |  |

#### Комментарии к песням
- Elves. Выпад против шотландских инди-групп, которые (по мнению Смита) всегда готовы «продать себя с потрохами»[3].
- Disney’s Dream Debased. Песня о реальной поездке супругов Смитов в Диснейленд, которая из увеселительной превратилась в кошмарную, когда на глазах у Марка и Брикс из кабины выпала женщина и была обезглавлена шедшей вослед кабиной[3].
- C.R.E.E.P.. Первоначальный вариант заголовка — «c.r.e.e.p.»; в 12-дюймовом варианте трек вышел как «C.R.E.E.P.», и такой вариант написания заголовка впоследствии воспреобладал. Песня, выпущенная синглом и включённая в альбом задним числом, как бонус-трек, высмеивает вегетарианство; кроме того, она (по словам Смита) — «о лучшем ученике класса, из которого, сразу ясно, толка не выйдет». Брикс Смит:

Все воспринимают песни Fall на свой счёт, и с «Creep» это проявилось особенно. Некоторые подумали, что песня о Моррисси, но — ничего подобного. Марк Райли, их прежний гитарист, решил, что это про него — и снова не так. Она — о каждом «крипе» этого мира.Оригинальный текст (англ.)Everyone always thinks that Fall songs are about themselves and that was especially so with 'Creep'. Some people thought it was about Morrisey which it wasn't. Marc Riley, our old guitarist, thought it was about him, which it wasn't. It's about every creep in the world.Брикс Смит, 1984
«Ходили разговоры о том, что песня о The Smiths, но на самом деле она — просто о всеобщем увлечении вегетарианством. Это же вредно, разрушает мозг, потому что он не получает достаточно белка», — говорил Марк Э. Смит.
В середине 1980-х годов Смит утверждал, что A&R-агенты не подписывают группы, похожие на Fall, потому что имеют на то некие особые предписания. Аргумент, доказывавший на его взгляд этот факт, был связан именно с этой песней:
Когда мы записали 'C.R.E.E.P.', он был включен в копиляцию, которую распространили в США - по клубам, колледжам, музыкальным магазинам и среди работников репертуарных отделов. Каждому предлагалось оценить каждый трек. И вот 'C.R.E.E.P.' занял первое место, получив 7/10. Все дали ему максимум очков - кроме A&R-агентов: они все без исключения поставили его на последнее место, снабдив самыми уничижительными комментариями. Их мнение оказалось противоположным тому мнению, какое выразили те люди, которые покупают и играют их <в радиоэфире и на дискотеках>.Оригинальный текст (англ.)When we brought 'C.R.E.E.P.' out it went on this compilation LP that went round America, to clubs, colleges, record shops and A&R men, and they had to rate the tracks in points. We got these big reports back .. and 'C.R.E.E.P.' came out on top, seven out of ten, and everybody put it at the top except the A&R men who put it bottom. With the most spiteful comments I've ever heard about anybody. Their views were inverse to what everybody who buys and plays records thinks.Марк Э. Смит, New Musical Express, 1985

О «c.r.e.e.p.», самом запоминающемся на тот момент сингле группы, зазвучавшем в эфире, Смит говорил: в интервью фэнзину Jamming:
Я горжусь этой песней. Я не видел в ней чистой попсы, да она и не могла таковой восприниматься. В ней слова сбивают с толку. Люди сегодня стали такими дегенератами, что, если слышат нечто, для них непонятное, то просто затыкают уши. Мне сразу показалось, что песня может понравиться детям, и я оказался прав.Марк Э. Смит о песне «c.r.e.e.p.». Jamming, ноябрь 1984
- Stephen Song. «Мне эта песня нравится потому, что она — чистый экспромт; была мелодия, и я просто придумал всё на ходу. А вообще-то, она о соперничестве: о том, как все наседают на тебя, имитируют тебя и твои привычки. Плагиат — моя больная тема, именно поэтому я не выдаю секретов о том, как пишу»[10]. — Марк Э. Смит. Q, 1992.

## Переиздания
Альбом вышел на CD лишь в 1988 году. Содержание нового издания почти полностью повторяло содержание кассеты. Расширенная версия «C.R.E.E.P.» была заменена на сингловую версию, со (словесным) вступлением Брикс Смит, которое более ни на одном издании не встречается.

## Участники записи
- Марк Эдвард Смит — вокал
- Brix Smith — гитара, вокал
- Craig Scanlon — гитара
- Steve Hanley — бас-гитара
- Paul Hanley- ударные, клавишные
- Karl Burns — ударные
- Gavin Friday — вокал («Copped It», «Clear Off!», «Stephen Song»).